# Capo (Marvel Comics)
Il Capo (Leader), il cui vero nome è Samuel Sterns, è un personaggio dei fumetti, creato da Stan Lee (testi) e Steve Ditko (disegni), pubblicato dalla Marvel Comics. La sua prima apparizione avviene in Tales to Astonish (vol. 1) n. 62 (dicembre 1964).
È un supercriminale, principale antagonista e nemesi di Hulk, a cui è complementare: come Hulk, infatti, ha ricevuto i propri poteri dai raggi gamma che, però, a differenza del gigante verde, hanno aumentato la sua intelligenza e non la sua forza. Assieme al Generale Ross e ad Abominio, è il più pericoloso nemico di Hulk.
Nella classifica stilata nel 2009 da IGN, si è posizionato al 63º posto come più grande cattivo nella storia dei fumetti.

## Biografia del personaggio

### Origini
Nato a Boise, Idaho, Samuel Sterns cresce all'ombra del geniale fratello Philip e, da adulto, diviene un uomo di fatica all'interno dello stabilimento chimico in cui quest'ultimo è impiegato come ricercatore. Un giorno, mentre trasporta del materiale radioattivo, ha un incidente che ne causa l'esplosione e la sua conseguente esposizione ad un'enorme dose di raggi gamma, cosa che rende la sua pelle completamente verde ingigantendone abnormemente il cranio ed il cervello, dotandolo di facoltà intellettive sovrumane che riflettono il suo desiderio inconscio di diventare più intelligente del fratello.

### Il Capo

Il Capo e Hulk, disegni di Keown/Farmer.

Ribattezzatosi "Il Capo", Sterns crea una sua organizzazione di spionaggio personale e la gestisce da dietro le quinte arruolando perfino il Camaleonte ma, dopo che i suoi uomini vengono puntualmente sconfitti da Hulk, egli decide di affrontarlo in prima persona tramite un esercito di potenti androidi di sua invenzione ma il Golia Verde riesce a sconfiggere la suddetta armata e distruggere il laboratorio del Capo che, tuttavia, riesce a fuggire.
Impressionato dalla forza della creatura, il Capo tenta poi di servirsene al fine di entrare in possesso della "Ultimate Machine", un dispositivo degli Osservatori che contiene tutta la conoscenza dell'universo, ma dopo esserne entrato in possesso ed averne visualizzato il contenuto, il Capo, apparentemente, muore per lo shock.
Successivamente si rivela essere sopravvissuto e torna ad affrontare Hulk, alleandosi prima col Generale Ross e poi con una serie di supercriminali arrivando a tentare di colpire l'intera città di New York con una bomba ai raggi gamma per trasformare tutti gli abitanti in umanoidi al suo servizio e scontrandosi perfino con i Vendicatori; dopodiché l'effetto delle radiazioni assorbite inizia a scemare causandogli di perdere progressivamente la super-intelligenza acquisita e spingendolo a chiedere aiuto all'Hulk Grigio, che accetta di trasferire le radiazioni recentemente assorbite da Rick Jones all'interno del corpo del Capo. Il processo, pur portando risultati soddisfacenti, conferisce al Capo una nuova forma dall'incarnato verde scuro e con un cranio simile ad un cervello gigante. Con tali nuove fattezze e poteri incrementati, il Capo torna a imperversare nei panni di nemico del Gigante di Giada che, qualche tempo dopo, spinge a uccidere suo fratello Philip, nel frattempo divenuto il supercriminale noto come il Pazzo.
Dopo la morte di Marlo Chandler, la fidanzata di Rick Jones, questi rimane traumatizzato fino al punto da attivare un legame psichico latente tra lui e il Capo (dovuto al trasferimento di radiazioni) tale da spingere quest'ultimo a lavorare, con successo, a una maniera per resuscitarla. Apparentemente ucciso in uno scontro successivo tra Hulk e l'HYDRA, si scopre poi che il Capo è sopravvissuto in forma di pura coscienza e tenta di impossessarsi, senza successo, del corpo dell'indistruttibile arcinemico.
Misteriosamente ancora vivo e corporeo, il Capo viene arrestato dallo S.H.I.E.L.D. e posto sotto processo sebbene la sua avvocatessa, Mallory Book, riesca a farlo giudicare non colpevole e a concedergli la libertà condizionata per infermità mentale ma, poco dopo, scopre di star morendo e costruisce una città cupola per sopravvivere nel deserto del Nevada. Ristabilitosi si unisce poi all'Intellighenzia e prende parte alla creazione della nuova Arpia, dell'Hulk Rosso e della She-Hulk Rossa, tuttavia, quando Ross (l'Hulk Rosso) scopre che la She-Hulk Rossa è sua figlia, furioso per quanto fattole dal Capo drena completamente le radiazioni gamma dal suo corpo privandolo completamente della sua intelligenza e ritrasformandolo in Samuel Sterns.

### Il Capo Rosso
Successivamente preso in custodia dalle autorità al fine di divulgare informazioni sui piani dell'Intellighenzia, Sterns viene usato come cavia dall'Hulk Rosso, che lo sottopone ad una dose di radiazioni simili a quelle utilizzate su di lui al fine di farne un suo agente d'intelligence, quando però il Punitore lo scopre uccide l'uomo un tempo noto come il Capo con un colpo di pistola in fronte sebbene poi il suo cadavere venga esposto a una dose di radiazioni gamma che lo riporta in vita restituendogli i poteri e trasformandolo nel Capo Rosso. Inizialmente costretto a lavorare per i Thunderbolts di Ross, dopo essere riuscito a scappare inizia a ricostruire il proprio impero criminale ma, dopo essere stato ricatturato, stringe un patto con Mefisto per liberarsi venendo in seguito trascinato all'Inferno dal demone.
Fuggito dalla prigionia di Mefisto, il genio criminale viene rintracciato da "Doc Green", geniale e spietata nuova personalità di Hulk, che lo priva nuovamente dei suoi poteri sebbene, in seguito, riesca a impossessarsi di un'intelligenza digitale creata da Banner grazie alla quale recupera sia i suoi poteri che l'originale carnagione verde tornando a farsi chiamare solo "il Capo".

## Poteri e abilità
In origine, il Capo ha una mente sovrumana a causa della sua esposizione a un'esplosione di rifiuti irradiati ai raggi gamma. Dotato di uno dei cervelli più brillanti dell'universo Marvel, è capace di conoscenza e comprensione che vanno oltre la capacità umana di comprendere. Il potenziale della sua intelligenza è quasi illimitato, essendo in grado di padroneggiare ogni argomento mondano e adottare concetti completamente estranei al suo ambiente. Le sue funzioni cerebrali superiori, tra cui il riconoscimento di schemi, l'archiviazione/recupero di informazioni e la strutturazione logica/filosofica, sono state migliorate a livelli disumani. Ha anche un ricordo totale di ogni evento a cui ha assistito dall'incidente che lo ha trasformato e può calcolare possibilità e risultati in modo così accurato da sfiorare la previsione del futuro. Nonostante la sua intelligenza illimitata e la sua conoscenza suprema, la sua efficacia è fortemente ostacolata dalla sua stessa arroganza, impazienza e ossessione per la sconfitta di Hulk, che gli fa perdere costantemente di vista i dettagli necessari e agisce prematuramente, causando la rovina dei suoi piani. Il suo egoismo lo ha anche portato a intraprendere due piani poco pratici per trasformare il resto dell'umanità in esseri dalla pelle verde come lui.
Il Capo è anche un genio tecnologico specializzato in radiazioni gamma. Ha creato una tecnologia che va oltre le capacità umane, inclusi veicoli, armi, computer, pistole laser, armi a impulsi e guanti cinetici, ed è particolarmente abile nell'ingegneria genetica e nella manipolazione delle radiazioni per molti scopi nefasti, oltre che della capacità di controllare mentalmente le persone dopo averle toccate, potere che però solitamente non funziona su altri individui potenziati dai raggi gamma. Più raramente ha fatto uso di altri poteri psichici, come quello di creare allucinazioni nei suoi avversari o delle deboli emissioni di energia telepatica.
A volte, è stato dimostrato che il Capo ha la capacità di trasformarsi di nuovo in Samuel Sterns, ma questa capacità gli ha fatto perdere tutta la memoria della sua identità di Capo, poiché la mente di Sterns non era attrezzata per far fronte all'intelletto del Capo (anche se ha sempre ricordato tutto quando è tornato di nuovo nei panni del Capo).
Sebbene il Capo possa essere ucciso, essendo un mutato gamma, è in grado di resuscitare se stesso ogni volta che passa attraverso la Porta Verde, il che lo rende praticamente immortale.

## Altre versioni

### Marvel Zombi
Nella serie Marvel Zombi, il Capo è uno zombie al servizio del Kingpin e muore suicida dopo una battaglia contro Machine Man.

### Ultimate
Nell'universo Ultimate Pete Wisdom, ex-membro del servizio di intelligence britannico, dopo essersi offerto come cavia per un programma volto a replicare l'intelligenza di Tony Stark col DNA di Banner, diviene la versione Ultimate del Capo e, per tenere sotto controllo la sua trasformazione, tenta di rubare la nanotecnologia Stark finendo però ucciso da Hulk.

## Altri media

### Cinema

#### Marvel Cinematic Universe
Il personaggio compare all'interno del Marvel Cinematic Universe, interpretato dall'attore statunitense Tim Blake Nelson e doppiato da Oreste Baldini.
- Samuel Sterns compare per la prima volta nel film L'incredibile Hulk (2008). In tale versione, anziché un uomo di fatica, è un eccentrico scienziato che tenta di aiutare Banner a "curarsi" da Hulk, sperando in segreto di sfruttarne il sangue contaminato per le sue ricerche. Quando Emil Blonsky lo costringe a iniettargli il suddetto sangue trasformandolo in Abominio il laboratorio viene devastato e un po' di sangue contaminato entra in una ferita sulla testa di Sterns, il cui cranio comincia a crescere mentre egli sorride maniacalmente. Nonostante la trasformazione completa nel Capo non sia mostrata, il regista ha confermato che il personaggio potrebbe comparire in un sequel.[37][38] Nella miniserie a fumetti Fury's Big Week, un prequel su carta al film The Avengers, viene mostrato che la Vedova Nera stava monitorando la situazione per conto di Nick Fury ed è intervenuta neutralizzando Sterns, e in un numero successivo, quando Fury cammina nei laboratori dello S.H.I.E.L.D., tra gli esperimenti effettuati viene mostrato Sterns col cervello ormai deformato e tenuto in animazione sospesa.
- Samuel Sterns riappare come antagonista principale nel film Captain America: Brave New World (2025), trasformato completamente in un folle supercriminale conosciuto come il Capo; nel lungometraggio cinematografico si scopre che a seguito della devastazione di Harlem per mano di Hulk e l'Abominio, il generale Ross lo ha accreditato come principale responsabile del disastro al fine di nascondere le sue responsabilità in tale evento, per poi rinchiuderlo in un sito segreto nascosto nel West Virginia chiamato Camp Echo One. Successivamente Ross lo ha sfruttato per creare una cura per il suo cuore ormai debilitato, promettendogli in cambio il perdono nel caso in cui avesse vinto le elezioni presidenziali, salvo poi fare marcia indietro sull'accordo per timore che lo scienziato smettesse di creare le pillole per la sua malattia; per ripicca Sterns architetta un complesso piano per screditarlo e avvelena con le radiazioni gamma le sue pillole, facendolo diventare l'Hulk Rosso. Nella scena finale dopo i titoli di coda, il Capo viene visitato da Wilson in prigione e quindi lo avverte di un attacco in arrivo da altri universi alternativi.

### Televisione
- Il Capo compare nella serie animata The Marvel Super Heroes
- Il personaggio compare in un episodio della serie L'incredibile Hulk.
- Nella serie animata di Iron Man degli anni novanta il Capo compare come antagonista in un episodio.
- Il Capo (chiamato in originale "Leader" anche nell'edizione in lingua italiana) è il principale antagonista della serie animata L'incredibile Hulk.
- Il Capo ha un cameo in un episodio della serie Super Hero Squad Show.
- Il Capo è presente in quattro episodi della serie animata Avengers - I più potenti eroi della Terra.
- Il Capo è l'antagonista principale della serie animata Hulk e gli agenti S.M.A.S.H., facente parte del blocco Marvel Universe di Disney XD trasmesse fra il 2012 e il 2017, doppiato in originale da James Arnold Taylor. In questa versione è il leader degli Agenti C.R.A.S.H., una squadra di supercriminali e nemici giurati di Hulk e i suoi compagni, ed è composta dall'Abominio, l'Uomo Assorbente, Titania, Blastaar e Sauron[39].
  - Questa versione del personaggio (sempre doppiata da Taylor) appare anche nelle altre serie del blocco: Avengers Assemble e Ultimate Spider-Man[39].
- Il Capo è apparso anche nell'anime Future Avengers.

### Videogiochi
- Il Capo è l'antagonista principale del videogioco Hulk, ipotetico sequel dell'omonimo film di Ang Lee, in tale versione i suoi poteri derivano da un globo gamma replicante le radiazioni che avevano contaminato Banner, ed è al comando di un esercito di mutanti.
- Il personaggio appare nel videogame L'incredibile Hulk.
- Il Capo compare in Lego Marvel Super Heroes e Lego Marvel's Avengers.